# Celobioza
Celobioza – organiczny związek chemiczny, dwucukier, dimer D-glukozy, zbudowany z dwóch cząsteczek glukozy, połączonych wiązaniem β-1,4-o-glikozydowym. Może być jednostką strukturalną celulozy i produktem jej częściowej hydrolizy. Ma właściwości redukujące.